# Debata
Debáta (francosko débattre - (nizko) udarjati, pretresati) je aktivnost, ki jo določa argumentirana in organizirana izmenjava mnenj različnih strani. Vsaka debata poteka po določenih pravilih, pri čemer se formati med seboj razlikujejo. Tako lahko debatiramo v Karl Popper formatu, svetovnem, britanskem parlamentarnem, ameriškem parlamentarnem … Za tekmovanja na študentski ravni je najbolj pogost britanski parlamentarni format (British Parliamentary format ali krajše BP). 
Debaterji najprej dobijo t. i. trditev oziroma tezo (motion), na katero se debatira, ki se največkrat začne s Ta zbor bi (This house would) ter vsebuje aktualno družbeno bodisi socialno bodisi politično trditev. Debaterji imajo nato 15 minut pripravljalnega časa, v katerem se s svojim debatnim partnerjem dogovorijo o materialu, ki ga bo predstavila njihova stran. 
Pri britanskem parlamentarnem formatu imamo 4 skupine, vsako izmed njih sestavljata dva debaterja. Imenujejo se prva vlada (first/opening governement), druga vlada (second/closing governement), ki tvorita zagovorniško stran, torej tisto, ki se s trditvijo strinja in jo zagovarja, ter prva opozicija (first/opening opposition) in druga opozicija (second/closing opposition), ki predstavljata nasprotujočo stran, ki nasprotuje dani tezi. Posebnost obravnavanega formata je v tem, da imamo na vsaki strani dve različni skupini, pri čemer je pomembno to, da mora druga vlada vedno slediti liniji prve vlade, to je zagovarjati ideje, ki jih je predstavila prva vlada, obenem pa je njena naloga, da prinese v debato nov material, nov pogled na problem, ki ga prva vlada rešuje, ki se imenuje razširitev (extension). Namen razširitve je popeljati debato na neko drugo raven, raziskati doslej še neobravnavan aspekt problema. Tako druga vlada sodeluje s prvo, ob čemer si pa še vedno prizadeva, da bi na koncu zasedla boljše mesto. Enako se dogaja na opoziciji, kjer mora druga opozicija, ob zagovarjanju idej prve opozicije, v debato prinesti nove negacije ter izvirni konstruktivni material. 
Vsak debater imajo na voljo 7 minut za predstavitev svojih idej, začenši s prvim govorcem prve vlade, ki mu sledi prvi govorec prve opozicije, nato drugi govorec prve vlade in tako naprej. Od 7 minut sta prva in zadnja minuta govora varovani (protected), kar pomeni, da postavljanje vprašanj v tem času ni mogoče. Kajti debaterji so med debato več čas aktivni, od njih pričakuje, da postavijo čim več vprašanj nasprotniku, s čimer vnašajo v debato ideje svoje ekipe ter kažejo aktivno udeležbo in zanimanje. Ob tem se je potrebno zavedati, da vsi govorci vlade postavljajo vprašanja izključno govorcem opozicije, kar v praksi pomeni, da prva vlada ne postavlja vprašanj drugi vladi, prav tako prva opozicija ne sprašuje druge opozicije. Če želi govorec postaviti vprašanje, mora vstati, iztegniti roko ter reči Vprašanja prosim (point of information, krajše poi), nato je odločitev trenutno govorečega če bo sprejel vprašanje ali ne. Če se odloči sprejeti, imajo nasprotnik 15-20 sekund časa, da postavi svoje vprašanje, na katerega se potem pričakuje krajši odgovor od tistega, ki govori, saj s tem pokaže, da imajo dogajanje v debati pod svojim nadzorom. zaželeno je, da govorci postavljajo čim več vprašanj, medtem ko bi naj vsak med svojim govorom sprejel najmanj 1, bolj zaželeno je dve vprašanji.
Glede posebnih poimenovanj za govorce izstopajo prve mize, kajti prvi govorec se imenuje premier (prime minister), drugi je njegov namestnik (deputy prime minister). Zanimiva je funkcija zadnjih govorcev, t. i. zaključnih govorcev (whip speaker), njihova naloga je namreč povzetek celotne debate v obliki vprašanj. 
Celotno debato sodi sodnik (chair), ki ga na večjih tekmovanjih spremljata še dva (wing judges), kar pripomore k bolj pravični odločitvi. Po debati se debaterji rokujejo ter zapustijo prostor, da se sodniki odločijo, pri čemer se morajo vsi strinjati o odločitvi, ki je tako skupna. Ko dosežejo konsenz, pokličejo debaterje nazaj v sobo in razglasijo mesta. V britanskem parlamentarnem formatu namreč skupine razdelijo po mestih, tako najboljša dobi prvo mesto, najslabša četrto. Vsako mesto tudi prinaša določeno število točk, tako je prvo mesto vredno 3 točke, drugo mesto 2 točki, tretje eno, četrto pa ne prinaša nobene. Točke so pomembne, ker so odločilne, ko pride do izbire skupin, ki bodo napredovale v naslednji krog; napredujejo tako skupine, ki imajo zbranih največ točk. Vsak od govorcev je ocenjen tudi individualno, vse točke in mesta posameznikov in ekip so po vsakem tekmovanja objavljena na skupnem seznamu. 
Med najvidnejša in najpomembnejša tekmovanja, ki potekajo v britanskem parlamentarnem formatu spada Svetovno študentsko debatno prvenstvo (World universities debating championship), Evropsko študentsko debatno prvenstvo (European universities debating championship) ter številni manjši turnirji, ki se odvijajo po različnih mestih širom po svetu.